# Rio Cotinguiba
O rio Cotinguiba é um rio brasileiro que banha o estado de Sergipe.
O rio nasce na divisa dos municípios de Areia Branca e Laranjeiras e desemboca no rio Sergipe, na divisa dos municípios de Laranjeiras e Nossa Senhora do Socorro. Tem aproximadamente 50 km de extensão.